# Pabellón Hordern
El Pabellón Hordern (en inglés: Hordern Pavilion) es un edificio ubicado en el Parque Moore, en la ciudad de Sídney, en el estado de Nueva Gales del Sur, en Australia, en los terrenos del antiguo recinto ferial de Sídney. "El Hordern", como es conocido popularmente por parte de los locales, ha sido un hito arquitectónico de Sídney y socialmente significativo desde su construcción en 1924. Ahora más conocido como una sala de conciertos de rock, el Pabellón de Hordern fue originalmente construido para satisfacer la creciente las demandas de espacio de exposición en el Royal Easter Show.
El pabellón también ha sido el escenario de campeonatos de boxeo en los últimos años, entre otros, el excampeón del mundo Jeff Fenech peleó en el lugar.